# Пелінув (Білобжезький повіт)
Пелінув (пол. Pelinów) — село в Польщі, у гміні Промна Білобжезького повіту Мазовецького воєводства.
Населення — 46 осіб (2011).
У 1975-1998 роках село належало до Радомського воєводства.

## Демографія
Демографічна структура станом на 31 березня 2011 року:
|          | Загалом | Допрацездатний вік | Працездатний вік | Постпрацездатний вік |
| -------- | ------- | ------------------ | ---------------- | -------------------- |
| Чоловіки | 24      | 9                  | 13               | 2                    |
| Жінки    | 22      | 7                  | 10               | 5                    |
| Разом    | 46      | 16                 | 23               | 7                    |